# TinySQL
O SGBD TinySQL é um banco de dados de peso leve, minimamente pequeno que utiliza um reduzido subconjunto da linguagem SQL. Por ser escrito inteiramente em Java o TinySQL é independente de sistema operacional e plataforma. Outra grande caracterisca dele é utilizar arquivos compatíveis o Microsoft Excel o que torna possível a administração dos dados sem necessidade de utilizar comandos SQL.
Atualmente o projeto encontra-se na versão 2.0, hospedado na SourceForge, é mantido pelos  engenheiros de software Brian Jepson e Davis Swan e esta disponível sob a licença Lesser General Public License (LGPL).